# Leptosciarella
Leptosciarella är ett släkte av tvåvingar som beskrevs av Risto Kalevi Tuomikoski 1960. Leptosciarella ingår i familjen sorgmyggor.

## Dottertaxa tillLeptosciarella, i alfabetisk ordning[1][2]
- Leptosciarella ampullocera
- Leptosciarella aspiculosa
- Leptosciarella atricha
- Leptosciarella bipalpata
- Leptosciarella brevior
- Leptosciarella brevipalpa
- Leptosciarella cerifera
- Leptosciarella claviforceps
- Leptosciarella dentata
- Leptosciarella dimera
- Leptosciarella dolichocorpa
- Leptosciarella furiosa
- Leptosciarella fuscipalpa
- Leptosciarella helvetica
- Leptosciarella hirtipennis
- Leptosciarella holotricha
- Leptosciarella imberba
- Leptosciarella ironica
- Leptosciarella lobodentata
- Leptosciarella macroabdominalis
- Leptosciarella melanoma
- Leptosciarella melanoxera
- Leptosciarella nativa
- Leptosciarella neopalpa
- Leptosciarella nigrosetosa
- Leptosciarella nudinervis
- Leptosciarella nudinervosa
- Leptosciarella parcepilosa
- Leptosciarella perturbata
- Leptosciarella pilosa
- Leptosciarella prospera
- Leptosciarella rejecta
- Leptosciarella scutellata
- Leptosciarella sinica
- Leptosciarella subcoarctata
- Leptosciarella subpilosa
- Leptosciarella subspinulosa
- Leptosciarella subviatica
- Leptosciarella trochanterata
- Leptosciarella truncata
- Leptosciarella truncatula
- Leptosciarella tuberculigera
- Leptosciarella viatica
- Leptosciarella virgatoalata
- Leptosciarella yerburyi